# El pueblo (serie de televisión)
El pueblo es una serie española de comedia creada por Alberto Caballero junto a Nando Abad y Julián Sastre para Telecinco. Es la primera serie original de Contubernio Films. Se estrenó en Telecinco el 15 de enero de 2020 y en exclusiva en Amazon Prime Video el 14 de mayo de 2019.
El 27 de marzo de 2019, se anunció que Contubernio ya estaba desarrollando la segunda temporada de la serie antes del estreno de la primera. Dicha temporada también es estrenada en Amazon antes que en Telecinco.
El 23 de julio de 2020 se anunció que Telecinco renovaba la serie por una 3.ª temporada.
En 2023 se anunció que la serie finalizaría con su cuarta temporada tras un acuerdo entre Mediaset y los productores de la serie por el deseo de estos de dedicarse a otros proyectos, además de no poder grabar en simultáneo tantas series, ya que también se encuentran grabando nuevas temporadas de otras de sus series como la decimocuarta de La que se avecina o la segunda de Machos Alfa. Sin embargo, para mantener vivo el espíritu de la serie, dos de sus personajes se mudaron al edificio en el que transcurren las aventuras de La que se avecina.

## Trama
La serie trata de un grupo de gente de ciudad que decide dejarlo todo atrás y mudarse a un ficticio pueblo de Soria llamado Peñafría (pedanía imaginaria perteneciente a San Pedro Manrique), aparentemente abandonado. Al llegar, pronto descubren que el pueblo sí tiene habitantes, quienes les ayudarán a adaptarse a la vida en el pueblo (aunque estos vivan completamente fuera de la jurisdicción española y sus habitantes no están adaptados a las tendencias del siglo XXI, haciendo que ni la Constitución española esté aplicada a las leyes municipales del pueblo), y de paso buscarán que los nuevos pueblerinos dinamicen un poco más sus vidas. Sin embargo, la adaptación a la vida rural resulta ser más fácil para algunos que para otros, lo que desencadenará un montón de situaciones que pondrán en evidencia las similitudes y diferencias entre la vida rural y la urbana.

### Localidad
Peñafría es en realidad un pueblo ficticio. La serie se rueda en realidad en Valdelavilla, una localidad rodeada de montañas, donde solo se escucha el silencio y apenas hay, con suerte, dos rayas de cobertura en el móvil.
Despoblado en los años sesenta, Valdelavilla es un pequeño pueblo con mucho encanto situado en la Comarca Tierras Altas, en Soria. La estrategia de filmación es inédita en España. Sus responsables han alquilado todo el pueblo para convertirlo en «un plató de televisión al natural», como aseguraba Alberto Caballero, quien junto con su hermana Laura Caballero son los directores y productores ejecutivos.
La Capital de la comarca y es el centro comarcal de servicios, sede de centro de salud, colegio, tienda más cercana, etcétera es San Pedro Manrique.

## Reparto

### Reparto principal
| Personaje                               | Interpretado por...     | Temporada | Temporada | Temporada | Temporada | Capítulos |
| Personaje                               | Interpretado por...     | 1         | 2         | 3         | 4         | Capítulos |
| --------------------------------------- | ----------------------- | --------- | --------- | --------- | --------- | --------- |
| Desiderio                               | Jordi Aguilar           |           |           |           |           | 11        |
| Juan José «Juanjo» Soler                | Carlos Areces           |           |           |           |           | 32        |
| Cristina García                         | Ana Arias               |           |           |           |           | 16        |
| Emilia Palenque                         | Silvia Casanova         |           |           |           |           | 32        |
| Narciso «El Tio Filetes»                | Jesús Castejón          |           |           |           |           | 9         |
| Charles Pemberton                       | Richard Collins-Moore   |           |           |           |           | 10        |
| Salvador                                | Juanjo Cucalón          |           |           |           |           | 12        |
| Laura Gascón                            | Ruth Díaz               |           |           |           |           | 32        |
| Macarena «Maca» Gómez Gascón            | Elisa Drabben           |           |           |           |           | 18        |
| Pablo Armida                            | Raúl Fernández de Pablo |           |           |           |           | 24        |
| María Ojeda                             | Empar Ferrer            |           |           |           |           | 32        |
| Carla González                          | Elena Gallardo          |           |           |           |           | 15        |
| Rafael «Rafa» Echegui                   | Felipe García Vélez     |           |           |           |           | 17        |
| Arsacio Febrel                          | Vicente Gil             |           |           |           |           | 32        |
| María José «Mariajo» Soler              | Laura Gómez-Lacueva (†) |           |           |           |           | 15        |
| Celedonia «Celes» Perpetua Febrel Ojeda | Raquel Guerrero         |           |           |           |           | 10        |
| Amaya González Agudo                    | María Hervás            |           |           |           |           | 32        |
| Cándido Quintanilla Palenque            | Ángel Jodrá             |           |           |           |           | 32        |
| Balbina                                 | Helena Lanza            |           |           |           |           | 20        |
| Antonio Jesús Vicente Frascuas «Ovejas» | Javier Losán            |           |           |           |           | 32        |
| Rafael Orellana Sanz «Moncho»           | Santi Millán            |           |           |           |           | 25        |
| Farguillas                              | Alberte Montes          |           |           |           |           | 12        |
| Pelayo Soler                            | Nicolás Mota            |           |           |           |           | 23        |
| Pirulín                                 | Julián Ortega (†)       |           |           |           |           | 12        |
| Martín Segurola Garralda                | Raúl Peña               |           |           |           |           | 16        |
| Ignacio «Nacho» Barbero                 | Daniel Pérez Prada      |           |           |           |           | 32        |
| Cayetana Ortiz «Ruth»                   | Íngrid Rubio            |           |           |           |           | 30        |
| Isabel «Isa»                            | Norma Ruiz              |           |           |           |           | 14        |
| Hugo López                              | Roque Ruiz              |           |           |           |           | 15        |
| Elisa Jiménez                           | Blanca Rodríguez        |           |           |           |           | 16        |
| Gustavo «Gus» McDowell Jiménez          | Jairo Sánchez           |           |           |           |           | 21        |
| Damarys                                 | Yanet Sierra            |           |           |           |           | 8         |
| Genaro Rodríguez «Maharisi Orestes»     | Edu Soto                |           |           |           |           | 6         |
| Don Camilo                              | Mariano Venancio        |           |           |           |           | 18        |
| Chicho Amorós                           | Jordi Vilches           |           |           |           |           | 21        |
| José Carlos «Chiripas»                  | Sergio Villanueva       |           |           |           |           | 12        |

### Reparto secundario
| Personaje            | Interpretado por... | Temporada | Temporada | Temporada | Temporada | Capítulos |
| Personaje            | Interpretado por... | 1         | 2         | 3         | 4         | Capítulos |
| -------------------- | ------------------- | --------- | --------- | --------- | --------- | --------- |
| Comisario Garrido    | Gorka Aguinagalde   |           |           |           |           | 5         |
| Bernardo             | Paco Collado        |           |           |           |           | 8         |
| Adriana              | Mónica Cruz         |           |           |           |           | 1         |
| María Luisa          | Sara Deray          |           |           |           |           | 9         |
| Casilda              | Helena Dueñas       |           |           |           |           | 3         |
| Orión Orellana Ortiz | Rubén Fulgencio     |           |           |           |           | 22        |
| Isidro               | Alvar Gordejuela    |           |           |           |           | 6         |
| Habiba               | Aurelie Hind        |           |           |           |           | 4         |
| Imanol Mendieta      | Asier Hormaza       |           |           |           |           | 3         |
| Herminia             | Teresa Ibáñez       |           |           |           |           | 8         |
| Toxicómano           | Álvaro Lafora       |           |           |           |           | 4         |
| Policía              | Ana Mayo            |           |           |           |           | 6         |
| Eusebio              | Julio Mardelo       |           |           |           |           | 11        |
| Veterinario Aurelio  | Rafa Martín         |           |           |           |           | 4         |
| Damián               | Emilio Mencheta     |           |           |           |           | 11        |
| Padre Damian         | Manuel Millán       |           |           |           |           | 5         |
| Alexis               | Sergio Palau        |           |           |           |           | 5         |
| Madre de Balbina     | María José Parra    |           |           |           |           | 7         |
| Raúl Ardiles         | Pablo Rivero        |           |           |           |           | 3         |
| Comisaria Romero     | Rebeca Sala         |           |           |           |           | 5         |

     Reparto principal.

     Reparto recurrente.

     Reparto invitado.

## Personajes

### 1ª temporada
Reparto Principal
- Carlos Areces - Juan José «Juanjo» Soler
- Ruth Diaz - Laura Gascón
- María Hervás - Amaya González Agudo
- Daniel Pérez Prada - Ignacio «Nacho» Barbero
- Raul Fernández de Pablo - Pablo Armida
- Ingrid Rubio - Cayetana Ortiz «Ruth»
- Santi Millán - Rafael Orellana Sanz «Moncho»
- Jairo Sánchez - Gustavo «Gus» McDowell Jiménez
- Blanca Rodríguez - Elisa Jiménez
- Felipe García Vélez - Rafael Echegui
- Jordi Vilches - Chicho Amorós
- Ángel Jodrá - Candido Quintanilla Palenque
- Silvia Casanova - Emilia Palenque
- Vicente Gil - Arsacio Febrel
- Empar Ferrer - María Ojeda
- Javier Losán - Antonio Jesús Vicente Frascuas Frascuas «El Ovejas»
- Elisa Drabben - Macarena «Maca» Gómez Gascón (Capítulo 1 - Capítulo 6; Capítulo 8)
- Norma Ruiz - Isabel «Isa» (Capítulo 1; Capítulo 3; Capítulo 5 - Capítulo 8)

#### Reparto Secundario
- Rubén Fulgencio - Orión Orellana Sanz
- Manuel Millán - Padre Damián (Capítulo 1 - Capítulo 3; Capítulo 5; Capítulo 8), Sacerdote católico
- Sara Deray - María Luisa (Capítulo 2; Capítulo 6 - Capítulo 7)
- Alvar Gordejuela - Isidro (Capítulo 2; Capítulo 4 - Capítulo 5; Capítulo 8)
- Oleg Kricunova - Popescu (Capítulo 2)
- Teresa Ibáñez - Herminia (Capítulo 3; Capítulo 5)
- Julio Mardelo - Eusebio (Capítulo 4)
- Emilio Mencheta - Damián (Capítulo 4)
- Nicolás Mota - Pelayo Soler (Capítulo 6 - Capítulo 7)
- Helena Lanza - Balbina (Capítulo 7)
- Andrea Gara - Susana (Capítulo 7)
- Elena Alférez - Verónica (Capítulo 7)
- Carmen Vique - Lourdes (Capítulo 7)

### 2ª temporada

#### Reparto Principal
- Carlos Areces - Juan José «Juanjo» Soler
- Ruth Diaz - Laura Gascón
- María Hervás - Amaya González Agudo
- Daniel Pérez Prada - Ignacio «Nacho» Barbero
- Raul Fernández de Pablo - Pablo Armida
- Ingrid Rubio - Cayetana Ortiz «Ruth»
- Santi Millán - Rafael Orellana Sanz «Moncho»
- Jairo Sánchez - Gustavo «Gus» McDowell Jiménez
- Blanca Rodríguez - Elisa Jiménez
- Felipe García Vélez - Rafael Echegui
- Jordi Vilches - Chicho Amorós
- Ángel Jodrá - Candido Quintanilla Palenque
- Silvia Casanova - Emilia Palenque
- Vicente Gil - Arsacio Febrel
- Empar Ferrer - María Ojeda
- Javier Losán - Antonio Jesús Vicente Frascuas «El Ovejas»
- Elisa Drabben - Macarena «Maca» Gómez Gascón (Capítulo 1 - Capítulo 5; Capítulo 8)
- Norma Ruiz - Isabel «Isa»

#### Con la colaboración especial de
- Edu Soto - Genaro Rodríguez «Maharisi Orestes» (Capítulo 3 - Capítulo 8)

#### Reparto Secundario
- Rubén Fulgencio - Orión Orellana Sanz
- Mariano Venancio - Don Camilo (Capítulo 1 - Capítulo 2; Capítulo 4 - Capítulo 8), Sacerdote católico
- Sara Deray - Maria Luisa (Capítulo 1 - Capítulo 2; Capítulo 8)
- Emilio Mencheta - Damián (Capítulo 1 - Capítulo 2; Capítulo 8)
- Julio Mardelo - Eusebio (Capítulo 1 - Capítulo 2; Capítulo 8)
- Rafa Martín - Veterinario Aurelio (Capítulo 1; Capítulo 3; Capítulo 7 - Capítulo 8)
- Nicolás Mota - Pelayo Soler (Capítulo 2 - Capítulo 8)
- Helena Lanza - Balbina (Capítulo 3 - Capítulo 4; Capítulo 7)
- Jordi Aguilar - Desiderio (Capítulo 4; Capítulo 8)
- Pepo Oliva - Señor Mediavilla (Capítulo 4)
- Raquel Guerrero - Celeldonia «Celes» Perpetua Febrel Ojeda (Capítulo 5)
- Teresa Ibáñez - Herminia (Capítulo 7)
- Mónica Cruz - Adriana (Capítulo 7)
- Helena Dueñas - Casilda (Capítulo 7)
- Alvar Gordejuela - Isidro (Capítulo 8)
- Andrea Gara - Susana (Capítulo 8)
- Elena Alférez - Verónica (Capítulo 8)
- Carmen Vique - Lourdes (Capítulo 8)

### 3ª Temporada

#### Reparto Principal
- Carlos Areces - Juan José «Juanjo» Soler
- Silvia Casanova - Emilia Palenque
- Ruth Diaz - Laura Gascón
- Raul Fernández de Pablo - Pablo Armida
- Empar Ferrer - María Ojeda
- Vicente Gil - Arsacio Febrel
- María Hervás - Amaya González Agudo
- Ángel Jodrá - Candido Quintanilla Palenque
- Javier Losán - Antonil Jesús Vicente Frascuas «El Ovejas»
- Daniel Pérez Prada - Ignacio «Nacho» Barbero
- Ingrid Rubio - Cayetana Ortiz «Ruth» (Capítulo 3 - Capítulo 8)
- Jairo Sánchez - Gustavo «Gus» McDowell Jiménez (Capítulo 4 - Capítulo 8)
- Santi Millán - Rafael Orellana Sanz «Moncho» (Capítulo 3 ;Capítulo 6 - Capítulo 8)
- Felipe García Vélez - Rafael Echegui (Capítulo 4)
- Jordi Vilches - Chicho Amorós (Capítulo 5; Capítulo 7)
- Elisa Drabben - Macarena Gómez Gascón (Capítulo 7 - Capítulo 8)
- Ana Arias - Cristina «Cris»
- Raúl Peña - Martín Segurola
- Raquel Guerrero - Celedonia «Celes» Perpetua Febrel Ojeda (Capítulo 1 - Capítulo 2; Capítulo 4; Capítulo 7 - Capítulo 8)
- Richard Collins-Moore - Charles Pemberton
- Helena Lanza - Balbina
- Nicolás Mota - Pelayo Soler
- Elena Gallardo - Carla González (Capítulo 2 - Capítulo 8)
- Roque Ruiz - Hugo López (Capítulo 2 - Capítulo 8)
- Laura Gómez-Lacueva - Mariajo Soler (Capítulo 2 - Capítulo 8)
- Juanjo Cucalón - Salvador (Capítulo 2 - Capítulo 8)

#### Con la colaboración especial de
- Mariano Venancio - Don Camilo, Sacerdote católico

#### Reparto Secundario
- Rubén Fulgencio - Orión Orellana Sanz (Capítulo 3 - Capítulo 8)
- Sara Deray - Maria Luisa (Capítulo 1; Capítulo 7)
- Teresa Ibáñez - Herminia (Capítulo 1; Capítulo 7 - Capítulo 8)
- Alvar Gordejuela - Isidro (Capítulo 2)
- Paco Collado - Bernardo (Capítulo 3 - Capítulo 4)
- María José Parra - Madre de Balbina (Capítulo 3 - Capítulo 4)
- Sergio Villanueva - José Carlos «Chiripas» (Capítulo 3 - Capítulo 4; Capítulo 6; Capítulo 8)
- Alberte Montes - «Farguillas» (Capítulo 3 - Capítulo 4; Capítulo 6; Capítulo 8)
- Julián Ortega - «Pirulín» (Capítulo 3 - Capítulo 4; Capítulo 6; Capítulo 8)
- Jordi Aguilar - Desiderio (Capítulo 3; Capítulo 5)
- Emilio Mencheta - Damián (Capítulo 1 - Capítulo 3; Capítulo 5; Capítulo 7 - Capítulo 8)
- Julio Mardelo - Eusebio (Capítulo 1 - Capítulo 3; Capítulo 5; Capítulo 7 - Capítulo 8)
- Aurelie Hind - Habiba (Capítulo 5 - Capítulo 8)

### 4ª temporada

#### Reparto Principal
- Carlos Areces - Juan José «Juanjo» Soler
- Silvia Casanova - Emilia Palenque
- Ruth Diaz - Laura Gascón
- Empar Ferrer - María Ojeda
- Vicente Gil - Arsacio Febrel
- María Hervás - Amaya González Agudo
- Ángel Jodrá - Candido Quintanilla Palenque
- Javier Losán - Antonil Jesús Vicente Frascuas «El Ovejas»
- Santi Millán - Rafael Orellana Sanz «Moncho» (Capítulo 3 - Capítulo 8)l
- Daniel Pérez Prada - Ignacio «Nacho» Barbero
- Ingrid Rubio - Cayetana Ortiz «Ruth»
- Ana Arias - Cristina «Cris»
- Raúl Peña - Martín Segurola
- Laura Gómez-Lacueva - Mariajo Soler
- Helena Lanza - Balbina
- Elena Gallardo - Carla González
- Roque Ruiz - Hugo López
- Nicolás Mota - Pelayo Soler (Capítulo 3 - Capítulo 8)
- Yanet Sierra - Damarys
- Raquel Guerrero - Celedonia «Celes» Perpetua Febrel Ojeda (Capítulo 1; Capítulo 3; Capítulo 6 - Capítulo 7)
- Jordi Aguilar - Desiderio (Capítulo 1 - Capítulo 4; Capítulo 6 - Capítulo 8)
- Sergio Villanueva - José Carlos «Chiripas»
- Julián Ortega - «Pirulín»
- Alberte Montes - «Farguillas»
- Jesús Castejón - Narciso «Tio Filetes»
- Juanjo Cucalón - Salvador (Capítulo 1; Capítulo 3 - Capítulo 6)

#### Con la colaboración especial de
- Mariano Venancio - Don Camilo (Capítulo 3; Capítulo 5; Capítulo 7 - Capítulo 8), Sacerdote católico

#### Reparto Secundario
- Jordi Vilches - Chicho Amorós (Capítulo 1 - Capítulo 2; Capítulo 5)
- Teresa Ibáñez - Herminia (Capítulo 1 - Capítulo 3; Capítulo 8)
- Paco Collado - Bernardo (Capítulo 2 - Capítulo 4; Capítulo 6 - Capítulo 8)
- María José Parra - Madre de Balbina (Capítulo 2 - Capítulo 4; Capítulo 6; Capítulo 8)
- Asier Hormaza - Imanol Mendieta (Capítulo 2 - Capítulo 4)
- Sara Deray - Maria Luisa (Capítulo 3)
- Richard Collins-Moore - Charles Pemberton (Capítulo 5; Capítulo 8)
- Gorka Aguinagalde - Comisario Garrido (Capítulo 4 - Capítulo 8)
- Rebeca Sala - Comisaria Romero (Capítulo 4 - Capítulo 8)
- Sergio Palau - Alexis (Capítulo 4 - Capítulo 8)
- Pablo Rivero - Raúl Ardiles (Capítulo 5; Capítulo 7 - Capítulo 8)
- Julio Mardelo - Eusebio (Capítulo 6)
- Emilio Mencheta - Damián (Capítulo 6)
- Fernando Cañas García - Adrián (Capítulo 1 - Capítulo 3)

## Temporadas y episodios
| Temporada | Temporada | Episodios |                        |                        |                          |                        | Audiencia media | Audiencia media |
| Temporada | Temporada | Episodios | Estreno                | Final                  | Espectadores             | Cuota                  |                 |                 |
| --------- | --------- | --------- | ---------------------- | ---------------------- | ------------------------ | ---------------------- | --------------- | --------------- |
|           | 1         | 8         | 14 de mayo de 2019     | 14 de mayo de 2019     | 15 de enero de 2020      | 4 de marzo de 2020     | 2 199 000       | 16,3%           |
|           | 2         | 8         | 14 de febrero de 2020  | 14 de febrero de 2020  | 13 de septiembre de 2021 | 1 de noviembre de 2021 | 854 000         | 7,8%            |
|           | 3         | 8         | 2 de diciembre de 2021 | 2 de diciembre de 2021 | 10 de mayo de 2023       | 28 de junio de 2023    | 959 000         | 9,4%            |
|           | 4         | 8         | 14 de abril de 2023    | 14 de abril de 2023    | 29 de enero de 2024      | 19 de marzo de 2024    | 835 000         | 8,3%            |
| Total     | Total     | 32        | 14 de mayo de 2019     | 14 de abril de 2023    | 15 de enero de 2020      | 19 de marzo de 2024    | 1 212 000       | 10,4%           |

### 1ª Temporada (2019)
| N.º en serie | N.º en temp. | Título                        | Dirigido por                                       | Escrito por                                                                     | Fecha de estreno en Amazon Prime Video | Fecha de emisión en Telecinco | Audiencia         |
| ------------ | ------------ | ----------------------------- | -------------------------------------------------- | ------------------------------------------------------------------------------- | -------------------------------------- | ----------------------------- | ----------------- |
| 1            | 1            | «Lost in Soria»               | Laura Caballero, Alberto Caballero y Roberto Monge | Alberto Caballero, Julián Sastre, Nando Abad, Daniel Deorador y Araceli Álvarez | 14 de mayo de 2019                     | 15 de enero de 2020           | 2 654 000 (19,4%) |
| 2            | 2            | «Este pueblo es una ruina»    | Laura Caballero, Alberto Caballero y Roberto Monge | Alberto Caballero, Julián Sastre, Nando Abad, Daniel Deorador y Araceli Álvarez | 14 de mayo de 2019                     | 22 de enero de 2020           | 2 195 000 (15,7%) |
| 3            | 3            | «El exótico hotel soriano»    | Laura Caballero, Alberto Caballero y Roberto Monge | Alberto Caballero, Julián Sastre, Nando Abad, Daniel Deorador y Araceli Álvarez | 14 de mayo de 2019                     | 29 de enero de 2020           | 2 231 000 (16,7%) |
| 4            | 4            | «El gran golpe»               | Laura Caballero, Alberto Caballero y Roberto Monge | Alberto Caballero, Julián Sastre, Nando Abad, Daniel Deorador y Araceli Álvarez | 14 de mayo de 2019                     | 5 de febrero de 2020          | 2 076 000 (15,4%) |
| 5            | 5            | «Juegos de veganos»           | Laura Caballero, Alberto Caballero y Roberto Monge | Alberto Caballero, Julián Sastre, Nando Abad, Daniel Deorador y Araceli Álvarez | 14 de mayo de 2019                     | 12 de febrero de 2020         | 2 202 000 (16,2%) |
| 6            | 6            | «María y el sexo (tántrico)»  | Laura Caballero, Alberto Caballero y Roberto Monge | Alberto Caballero, Julián Sastre, Nando Abad, Daniel Deorador y Araceli Álvarez | 14 de mayo de 2019                     | 19 de febrero de 2020         | 1 935 000 (14,5%) |
| 7            | 7            | «La televisión que nos parió» | Laura Caballero, Alberto Caballero y Roberto Monge | Alberto Caballero, Julián Sastre, Nando Abad, Daniel Deorador y Araceli Álvarez | 14 de mayo de 2019                     | 26 de febrero de 2020         | 2 136 000 (16,0%) |
| 8            | 8            | «Rock in Peñafría»            | Laura Caballero, Alberto Caballero y Roberto Monge | Alberto Caballero, Julián Sastre, Nando Abad, Daniel Deorador y Araceli Álvarez | 14 de mayo de 2019                     | 4 de marzo de 2020            | 2 164 000 (16,8%) |

### 2ª Temporada (2020)
| N.º en serie | N.º en temp. | Título                            | Dirigido por                    | Escrito por                                                                     | Fecha de estreno en Amazon Prime Video | Fecha de emisión en Telecinco | Audiencia         |
| ------------ | ------------ | --------------------------------- | ------------------------------- | ------------------------------------------------------------------------------- | -------------------------------------- | ----------------------------- | ----------------- |
| 9            | 1            | «La escopeta nacional»            | Laura Caballero y Roberto Monge | Alberto Caballero, Julián Sastre, Nando Abad, Daniel Deorador y Araceli Álvarez | 14 de febrero de 2020                  | 13 de septiembre de 2021      | 1 136 000 (10,3%) |
| 10           | 2            | «Guerra de fieles»                | Laura Caballero y Roberto Monge | Alberto Caballero, Julián Sastre, Nando Abad, Daniel Deorador y Araceli Álvarez | 14 de febrero de 2020                  | 20 de septiembre de 2021      | 570 000 (6,3%)    |
| 11           | 3            | «La muerte del patriarcado»       | Laura Caballero y Roberto Monge | Alberto Caballero, Julián Sastre, Nando Abad, Daniel Deorador y Araceli Álvarez | 14 de febrero de 2020                  | 27 de septiembre de 2021      | 875 000 (7,1%)    |
| 12           | 4            | «Retrato de una mujer empoderada» | Laura Caballero y Roberto Monge | Alberto Caballero, Julián Sastre, Nando Abad, Daniel Deorador y Araceli Álvarez | 14 de febrero de 2020                  | 4 de octubre de 2021          | 862 000 (7,9%)    |
| 13           | 5            | «Peñafría Fatty Camp»             | Laura Caballero y Roberto Monge | Alberto Caballero, Julián Sastre, Nando Abad, Daniel Deorador y Araceli Álvarez | 14 de febrero de 2020                  | 11 de octubre de 2021         | 802 000 (7,3%)    |
| 14           | 6            | «Pongamos que hablo de Madrid»    | Laura Caballero y Roberto Monge | Alberto Caballero, Julián Sastre, Nando Abad, Daniel Deorador y Araceli Álvarez | 14 de febrero de 2020                  | 18 de octubre de 2021         | 884 000 (8,0%)    |
| 15           | 7            | «Antarkarana»                     | Laura Caballero y Roberto Monge | Alberto Caballero, Julián Sastre, Nando Abad, Daniel Deorador y Araceli Álvarez | 14 de febrero de 2020                  | 25 de octubre de 2021         | 852 000 (7,7%)    |
| 16           | 8            | «La boda de mi mejor boñigo»      | Laura Caballero y Roberto Monge | Alberto Caballero, Julián Sastre, Nando Abad, Daniel Deorador y Araceli Álvarez | 14 de febrero de 2020                  | 1 de noviembre de 2021        | 851 000 (8,0%)    |

### 3ª Temporada (2021)
| N.º en serie | N.º en temp. | Título                              | Dirigido por                                       | Escrito por                                                                                  | Fecha de estreno en Amazon Prime Video | Fecha de emisión en Telecinco | Audiencia         |
| ------------ | ------------ | ----------------------------------- | -------------------------------------------------- | -------------------------------------------------------------------------------------------- | -------------------------------------- | ----------------------------- | ----------------- |
| 17           | 1            | «Gran Hotel Peñafría»               | Roberto Monge, Laura Caballero y Alberto Caballero | Alberto Caballero, Daniel Deorador, Araceli Álvarez de Sotomayor, Julián Sastre y Nando Abad | 2 de diciembre de 2021                 | 10 de mayo de 2023            | 1 124 000 (11,6%) |
| 18           | 2            | «Yo, yo mismo y Elle»               | Roberto Monge, Laura Caballero y Alberto Caballero | Alberto Caballero, Daniel Deorador, Araceli Álvarez de Sotomayor, Julián Sastre y Nando Abad | 2 de diciembre de 2021                 | 17 de mayo de 2023            | 1 039 000 (10,5%) |
| 19           | 3            | «El regreso de Hippie Poppins»      | Roberto Monge, Laura Caballero y Alberto Caballero | Alberto Caballero, Daniel Deorador, Araceli Álvarez de Sotomayor, Julián Sastre y Nando Abad | 2 de diciembre de 2021                 | 24 de mayo de 2023            | 983 000 (10,1%)   |
| 20           | 4            | «Algo pasa con Amaya»               | Roberto Monge, Laura Caballero y Alberto Caballero | Alberto Caballero, Daniel Deorador, Araceli Álvarez de Sotomayor, Julián Sastre y Nando Abad | 2 de diciembre de 2021                 | 31 de mayo de 2023            | 1 015 000 (9,9%)  |
| 21           | 5            | «Habiba, reina del desierto»        | Roberto Monge, Laura Caballero y Alberto Caballero | Alberto Caballero, Daniel Deorador, Araceli Álvarez de Sotomayor, Julián Sastre y Nando Abad | 2 de diciembre de 2021                 | 7 de junio de 2023            | 856 000 (8,8%)    |
| 22           | 6            | «La revolución sexual»              | Roberto Monge, Laura Caballero y Alberto Caballero | Alberto Caballero, Daniel Deorador, Araceli Álvarez de Sotomayor, Julián Sastre y Nando Abad | 2 de diciembre de 2021                 | 14 de junio de 2023           | 899 000 (9,3%)    |
| 23           | 7            | «Mi gran boda soriana»              | Roberto Monge, Laura Caballero y Alberto Caballero | Alberto Caballero, Daniel Deorador, Araceli Álvarez de Sotomayor, Julián Sastre y Nando Abad | 2 de diciembre de 2021                 | 21 de junio de 2023           | 961 000 (8,1%)    |
| 24           | 8            | «El disputado voto del Sr. Arsacio» | Roberto Monge, Laura Caballero y Alberto Caballero | Alberto Caballero, Daniel Deorador, Araceli Álvarez de Sotomayor, Julián Sastre y Nando Abad | 2 de diciembre de 2021                 | 28 de junio de 2023           | 796 000 (7,0%)    |

### 4ª Temporada (2023)
| N.º en serie | N.º en temp. | Título                      | Dirigido por                  | Escrito por                                                                                  | Fecha de estreno en Amazon Prime Video | Fecha de emisión en Telecinco | Audiencia      |
| ------------ | ------------ | --------------------------- | ----------------------------- | -------------------------------------------------------------------------------------------- | -------------------------------------- | ----------------------------- | -------------- |
| 25           | 1            | «Negocia como puedas»       | Roberto Monge y Mario Montero | Alberto Caballero, Daniel Deorador, Araceli Álvarez de Sotomayor, Julián Sastre y Nando Abad | 14 de abril de 2023                    | 29 de enero de 2024           | 995 000 (9,7%) |
| 26           | 2            | «Liberad a (caracol) Willy» | Roberto Monge y Mario Montero | Alberto Caballero, Daniel Deorador, Araceli Álvarez de Sotomayor, Julián Sastre y Nando Abad | 14 de abril de 2023                    | 5 de febrero de 2024          | 807 000 (7,8%) |
| 27           | 3            | «Peñafría Paradiso»         | Roberto Monge y Mario Montero | Alberto Caballero, Daniel Deorador, Araceli Álvarez de Sotomayor, Julián Sastre y Nando Abad | 14 de abril de 2023                    | 12 de febrero de 2024         | 866 000 (8,4%) |
| 28           | 4            | «Buscando a Memo»           | Roberto Monge y Mario Montero | Alberto Caballero, Daniel Deorador, Araceli Álvarez de Sotomayor, Julián Sastre y Nando Abad | 14 de abril de 2023                    | 19 de febrero de 2024         | 853 000 (8,2%) |
| 29           | 5            | «El retumbar»               | Roberto Monge y Mario Montero | Alberto Caballero, Daniel Deorador, Araceli Álvarez de Sotomayor, Julián Sastre y Nando Abad | 14 de abril de 2023                    | 26 de febrero de 2024         | 850 000 (8,3%) |
| 30           | 6            | «La condesa atormentada»    | Roberto Monge y Mario Montero | Alberto Caballero, Daniel Deorador, Araceli Álvarez de Sotomayor, Julián Sastre y Nando Abad | 14 de abril de 2023                    | 4 de marzo de 2024            | 799 000 (8,0%) |
| 31           | 7            | «No sin mi epidural»        | Roberto Monge y Mario Montero | Alberto Caballero, Daniel Deorador, Araceli Álvarez de Sotomayor, Julián Sastre y Nando Abad | 14 de abril de 2023                    | 12 de marzo de 2024           | 786 000 (8,0%) |
| 32           | 8            | «Crónicas de un pueblo»     | Roberto Monge y Mario Montero | Alberto Caballero, Daniel Deorador, Araceli Álvarez de Sotomayor, Julián Sastre y Nando Abad | 14 de abril de 2023                    | 19 de marzo de 2024           | 728 000 (7,7%) |

## Audiencias
| Temporada | Temporada | Episodio número | Episodio número | Episodio número | Episodio número | Episodio número | Episodio número | Episodio número | Episodio número |
| Temporada | Temporada | 1               | 2               | 3               | 4               | 5               | 6               | 7               | 8               |
| --------- | --------- | --------------- | --------------- | --------------- | --------------- | --------------- | --------------- | --------------- | --------------- |
|           | 1         | 2.654           | 2.195           | 2.231           | 2.076           | 2.202           | 1.935           | 2.136           | 2.164           |
|           | 2         | 1.136           | 0.570           | 0.875           | 0.862           | 0.802           | 0.884           | 0.852           | 0.851           |
|           | 3         | 1.124           | 1.039           | 0.983           | 1.015           | 0.856           | 0.899           | 0.961           | 0.796           |
|           | 4         | 0.995           | 0.807           | 0.866           | 0.853           | 0.850           | 0.799           | 0.786           | 0.728           |

## Producción

### Desarrollo
El 19 de junio de 2017, Mediaset España anunció la preproducción de una nueva serie de los creadores de Aquí no hay quien viva y La que se avecina, de nombre entonces todavía desconocido. El rodaje de la primera temporada de la serie, empezó el 25 de junio de 2018 y finalizó el 11 de octubre de 2018. El 27 de marzo de 2019, se anunció que la segunda temporada de la serie está en desarrollo, a pesar de que la primera aún no tenía ninguna fecha de estreno por entonces. El rodaje de la segunda temporada comenzó el 17 de junio de 2019 y finalizó el 7 de octubre de 2019. El 23 de julio de 2020, Alberto Caballero anuncia que en 2021 se comenzaría a grabar la tercera temporada de la serie, la cual se grabó entre el 3 de mayo y el 31 de agosto del mismo año.

### Casting
El 24 de septiembre de 2017, se anunció que Carlos Areces sería protagonista de la serie. El 3 de octubre de 2017, se anunció que Daniel Pérez Prada y Ruth Díaz estarían en la serie. El 12 de octubre de 2017 se anunció que Santi Millán interpretaría a uno de los protagonistas de la serie. El 8 de noviembre de 2017 se anunció que Íngrid Rubio y María Hervás tendrían roles en la serie. El 31 de mayo de 2018 se anunció que Norma Ruiz estaría en la serie. El 26 de junio de 2018 se anunció que Elisa Drabben se uniría a la serie. El 9 de agosto de 2021 se anunció que al elenco se incorporarían Ana Arias, Raúl Peña, Elena Gallardo, Roque Ruiz, Laura Gómez-Lacueva y  Richard Collins-Moore.